# Thyranthrene albicincta
Thyranthrene albicincta là một loài bướm đêm thuộc họ Sesiidae. Nó được biết đến ở Malawi.